# ATC code A12
ATC code A12 مواد مغذی معدنی زیرگروهی درمانی از سیستم طبقه‌بندی شیمیایی درمانی آناتومیک است. این سیستمِ متشکل از کدهای حرفی‌عددی را سازمان جهانی بهداشت برای طبقه‌بندی داروها و سایر تولیدات پزشکی ایجاد کرده است. زیرگروه A12 جزوی از گروه آناتومیک A مجرای گوارش و متابولیسم است.

کدهای مورد استفاده در دامپزشکی (کدهای ATCvet) را می‌توان با گذاشتن حرف Q جلو کدهای انسانی ATC ایجاد کرد: مثلاً QA12. کدهای ATCvet که فاقد کدهای انسانی متناظر ATC هستند، در فهرست ذیل با حرف آغازین Q ذکر شده‌اند.
ممکن است نسخه‌های ملی از طبقه‌بندی ATC حاوی کدهای اضافه‌ای باشند که در این فهرست (نسخهٔ سازمان جهانی بهداشت) نیامده باشند.

## A12Aکلسیم

### A12AA کلسیم
A12AA01 Calcium phosphate
A12AA02 Calcium glubionate
A12AA03 کلسیم گلوکونات
A12AA04 کلسیم کربنات
A12AA05 کلسیم لاکتات
A12AA06 کلسیم لاکتات گلوکنات
A12AA07 کلرید کلسیم
A12AA08 Calcium glycerylphosphate
A12AA09 کلسیم سیترات
A12AA10 Calcium glucoheptonate
A12AA11 Calcium pangamate
A12AA13 کلسیم سیترات
A12AA20 Calcium (different salts in combination)
A12AA30 Calcium laevulate

## A12Bپتاسیم

### A12BA Potassium
A12BA01 پتاسیم کلرید
A12BA02 پتاسیم سیترات
A12BA03 پتاسیم بی تارتارات
A12BA04 بی‌کربنات پتاسیم
A12BA05 Potassium gluconate
A12BA30 Combinations
A12BA51 Potassium chloride, combinations

## A12C Other mineral supplements

### A12CAسدیم
A12CA01 سدیم کلرید
A12CA02 سدیم سولفات

### A12CBروی
A12CB01 روی سولفات
A12CB02 گلوکونات روی
A12CB03 Zinc protein complex

### A12CCمنیزیم
A12CC01 کلرید منیزیم
A12CC02 منیزیم سولفات
A12CC03 منیزیم گلوکنات
A12CC04 منیزیم سیترات
A12CC05 Magnesium aspartate
A12CC06 Magnesium lactate
A12CC07 Magnesium levulinate
A12CC08 Magnesium pidolate
A12CC09 Magnesium orotate
A12CC10 اکسید منیزیم
A12CC30 Magnesium (different salts in combination)

### A12CDفلورید
A12CD01 سدیم فلوئورید
A12CD02 مونوفلوروفسفات سدیم
A12CD51 Fluoride, combinations

### A12CEسلنیم
A12CE01 سلنات سدیم
A12CE02 سلنیت سدیم
QA12CE99 Selenium, combinations

### A12CX Other mineral products
QA12CX90 Toldimfos
QA12CX91 Butafosfan
QA12CX99 Other mineral products, combinations